# Neuburg am Rhein
Neuburg am Rhein è un comune di 2.518 abitanti della Renania-Palatinato, in Germania.

Appartiene al circondario (Landkreis) di Germersheim (targa GER) ed è parte della comunità amministrativa (Verbandsgemeinde) di Hagenbach.